# José Luis Oltra Castañer
José Luis Oltra Castañer   (València, 24 de març de 1969) és un exfutbolista i actual entrenador de futbol valencià. Va jugar com a migcampista a Segona Divisió A, Segona Divisió B i Tercera Divisió des de 1991 fins a 2001, any en què va obtenir la llicència d'entrenador.

## Trajectòria esportiva com a jugador
Format en les categories inferiors del València Club de Futbol, la seva trajectòria com a jugador, exercint la funció de migcampista, va ser relativament curta. La primera referència que es té és la seva participació en Segona Divisió és al Sabadell, en el transcurs de la temporada 91/92. Des de l'any 1993 fins al 2000 va jugar ala Segona Divisió B, defensant la samarreta del Llevant UE, Yeclano en dues etapes (1993-1994 i 1996-2000) i Elx CF. El 2001 es va retirar quan jugava en l'Ontinyent, de la Tercera Divisió.

## Trajectòria esportiva com a entrenador
Si per alguna cosa es caracteritza l'opinió generalitzada sobre José Luis Oltra és que els seus equips despleguen un futbol alegre, vistós i molt ofensiu. Com a punt negatiu cal destacar el gran nombre de gols encaixat pels seus equips.
Inicis
El seu primer equip com a entrenador va ser el Catarroja, de la Regional Preferent, equip amb el qual va aconseguir el tercer lloc. A la temporada següent, el CE Castelló de Segona Divisió B el va contractar per lluitar per l'ascens a la Segona A. L'equip va aconseguir ser campió de grup, però no va poder ascendir en caure en la fase de promoció. La temporada següent va acabar quart en lliga, tornant a participar en la lligueta d'ascens, tot i que es va quedar novament a les portes de la Segona A.
Llevant UE
La seva gran tasca al capdavant del CE Castelló va fer que el Llevant UE s'hi fixés, i el contractés per dirigir el filial, de Segona Divisió B. La trajectòria del filial va ser bastant bona, tant que, mancant quatre jornades per al final, l'equip tenia ja pràcticament assegurada la presència en la fase d'ascens a la Segona Divisió A. En aquell moment, el primer equip va destituir el seu entrenador, Bernd Schuster, després d'una mala ratxa de resultats; i va triar José Luis Oltra com a successor per tractar d'evitar el descens de l'equip. No obstant això, després dels quatre partits que restaven, el conjunt blaugrana només va sumar dos punts i no va aconseguir salvar-se, consumant el seu retorn a la Segona Divisió.
Al començament del curs 2005-06, el Llevant UE va confiar en José Luis Oltra per construir el seu nou equip, amb el qual tornar a Primera Divisió, però, després de deu jornades, va ser destituït, quan l'equip estava en la meitat de la taula.
Ciudad de Murcia
Per a la següent temporada, el Ciudad de Murcia, que pretenia lluitar per ascendir a Primera Divisió, va contractar el tècnic valencià, el qual va deixar a l'equip en quarta posició. El modest equip murcià no va aconseguir el seu objectiu, tot i que va aconseguir la millor classificació de la seva història.
CD Tenerife
L'èxit del seu treball al capdavant del Ciutat de Múrcia va fer que grans equips de la categoria s'interessessin per la seva situació. Al final, el Club Deportivo Tenerife va aconseguir la seva contractació el 2007, oferint-li un contracte per un any. En la seva primera temporada va consumar una trajectòria irregular, amb molta solidesa com a local i resultats pobres en els desplaçaments, acabant onzè. Malgrat aquest resultat, va obtenir la renovació per una altra campanya. José Luis Oltra va aconseguir consolidar-se com a entrenador i ser en la temporada 2008-2009 un dels millors entrenadors que ha tingut l'equip insular, aconseguint l'ascens del CD Tenerife a la Primera Divisió amb una victòria davant el Girona FC per 0-1, i guanyant-se l'afecte de l'afició chicharrera. L'equip canari va acabar tercer amb 81 punts, després de perdre l'últim partit davant el CE Castelló.
El 29 d'agost de 2009, l'entrenador torna a la primera divisió espanyola. En el seu primer partit a Primera Divisió, enfront del Reial Saragossa, el conjunt del tècnic valencià cau derrotat per 1-0 en un partit clarament dominat pel conjunt chicharrero. La seva primera victòria arribaria en el coliseu insular contra Osasuna, una jornada després, el 12 de setembre de 2009, que coincidia amb el debut com a local en la temporada del CD Tenerife a primera divisió (2-1). Finalment, en una última jornada d'infart, l'equip va descendir a la Segona Divisió, descens dramàtic per a ell, com va declarar en consumar el descens davant l'equip de la seva terra. La pèrdua de la categoria va provocar que el club no renovés el seu contracte, la qual cosa va suposar un dur cop per a l'afició chicharrera, que confiava en la renovació d'Oltra. Més tard es va acomiadar en una emotiva roda de premsa en la qual va quedar palesa la professionalitat i bon fer del tècnic així com l'afecte que sentia cap a Tenerife, lloc al que va arribar amb la seva dona i els seus dos fills, un d'ells nounat, Miguel.
El 18 de setembre de 2010, més de 14.000 aficionats a l'Heliodoro Rodríguez López coregen el seu nom davant la directiva per demanar el seu retorn a l'illa, en un partit que significaria el cessament del seu substitut, Gonzalo Arconada. El Club Deportivo Tenerife havia perdut els primers partits de l'any i finalment va acabar descendint a Segona B.
UD Almeria
El 24 de novembre de 2010, es va confirmar a la web de la Unión Deportiva Almería el seu fitxatge com a tècnic del club després de la destitució de Juan Manuel Lillo. Malgrat millorar els númerosdel seu predecessor, l'equip no sortia de la zona de descens. Finalment, el 5 d'abril de 2011, es va confirmar a la web de la Unión Deportiva Almería la seva destitució; sent reemplaçat per Roberto Olabe, qui va anar director esportiu de l'equip en l'època del seu ascens a Primera.
RC Deportivo
L'estiu de 2011, després de la marxa de Miguel Ángel Lotina del Deportivo, Augusto César Lendoiro decideix confiar a Oltra el projecte blanquiblau per tractar de tornar a Primera Divisió. L'equip gallec va aconseguir l'ascens en la seva primera temporada amb Oltra, acabant com a campió de Segona i amb rècord de punts malgrat el difícil camí que això va suposar, ja que malgrat arribar al Deportivo amb intenció d'adaptar-lo al bon joc característic dels equips d'Oltra, va ser ell qui va haver d'adaptar el seu joc a les característiques de la plantilla del Deportivo, aconseguint un equip molt efectiu. Aquest èxit va fer a Oltra marcar el seu nom en la història de la Segona Divisió. És per això que va continuar una temporada més com a tècnic del Deportivo, amb l'objectiu de consolidar el club blanquiblau en la màxima categoria del futbol espanyol. No obstant això, les coses no li van anar igual en la temporada 2012-13 de primera divisió i va acabar sent acomiadat el 30 de desembre de 2012 després d'obtenir solament 12 punts en els primers 17 partits del campionat.
RCD Mallorca
El 9 de juny de 2013, fitxa pel Reial Club Deportiu Mallorca, equip recentment descendit a Segona Divisió, amb el principal propòsit de retornar-lo a la primera divisió. No obstant això, el conjunt vermell va començar el campionat amb 3 derrotes consecutives. Oltra va ser destituït el 24 de febrer de 2014, deixant el Mallorca en 11a posició després de 27 partits a la Segona Divisió. L'equip insular no va millorar amb el canvi i va acabar obtenint la permanència en l'última jornada.
RC Recreativo
El 27 de juny de 2014, es compromet amb el Real Club Recreativo de Huelva per dues temporades. El conjunt de Huelva va començar la Lliga amb bons resultats, arribant a ocupar llocs de promoció d'ascens en el primer terç del campionat, però després va entrar en una espiral negativa de resultats (2 punts de 33) que va arrossegar l'equip a llocs de descens. Oltra va acabar sent acomiadat el 10 de febrer de 2015, abandonant l'equip andalús en 21è lloc amb 22 punts després de 24 jornades.
Córdoba CF
El 10 de juny de 2015, va ser contractat pel Córdoba Club de Fútbol, amb l'objectiu de tornar a primera divisió. Va ser eliminat en la primera ronda de la Copa del Rei després de perdre 0-1 a casa enfront del CD Lugo. Després d'aconseguir 7 victòries, un empat i 3 derrotes en els 11 primers partits de Lliga, el club va anunciar la seva renovació per un any, a causa d'aquests bons resultats de l'equip. Va acabar la primera volta com a segon classificat, en llocs d'ascens directe. Encara que no li aniria tan bé en la segona volta, ja que va passar vuit partits consecutius sense guanyar a casa, i a més no va haver-hi continuïtat de victòries, provocant que l'equip caigués de llocs d'ascens directe i fins i tot de play-off. Després d'aquests mals resultats, es va arribar a plantejar la continuïtat del tècnic, però es van tancar els dubtes després de tornar al camí dels bons resultats i tornant a situar l'equip en els play-off. Finalment, l'equip blanquiverd es va classificar per a la promoció d'ascens en acabar com a 5è classificat la Lliga regular, però el Girona FC va derrotar el conjunt d'Oltra. El 27 de novembre de 2016, després de perdre per 1-3 contra el Getafe CF i encadenar 9 jornades sense guanyar en la Lliga, el club va anunciar la seva destitució.